# Пастернак, Виктор Степанович
Ви́ктор Степа́нович Пастерна́к (4 января 1931, с. Бирия, Восточно-Сибирский край — 23 февраля 2013, Москва) — советский партийный и государственный деятель. В разные годы занимал посты председателя Хабаровского крайисполкома (1981—1985), заведующего Отделом транспорта и связи ЦК КПСС (1985—1988) и первого секретаря Хабаровского крайкома КПСС (1988—1990).

## Биография
Родился в 1931 году. Член КПСС с 1963 года.
С 1953 по 1981 год - помощник машиниста паровоза, инженер-технолог локомотивного депо в паровозном депо станции Хабаровск-2, на кафедре электроники Хабаровского института инженеров железнодорожного транспорта, в прокатном и мартеновском цехах на заводе «Амурсталь», 2-й секретарь Индустриального райкома КПСС Хабаровска, 2-й секретарь Хабаровского горкома КПСС, 2-й секретарь Еврейского обкома КПСС, первый заместитель председателя Хабаровского крайисполкома.
С 1981 по 1985 год — председатель Хабаровского краевого исполнительного комитета. С 1985 по 1988 год — заведующий Отделом транспорта и связи ЦК КПСС. С 1988 по 1990 год — первый секретарь Хабаровского краевого комитета КПСС.
Депутат Совета Национальностей Верховного Совета СССР 11 созыва (1984—1989) от Еврейской автономной области.